# Сімі-Валлі
Сімі-Валлі (англ. Simi Valley) — місто (англ. city) в США, в окрузі Вентура штату Каліфорнія. Населення — 126 356 осіб (2020).

## Географія
Сімі-Валлі розташоване за координатами 34°16′1″ пн. ш. 118°44′54″ зх. д. / 34.26694° пн. ш. 118.74833° зх. д. (34.266887, -118.748458).  За даними Бюро перепису населення США в 2010 році місто мало площу 109,42 км², з яких 107,43 км² — суходіл та 1,99 км² — водойми.

### Клімат
| Клімат : Сімі-Валлі           | Клімат : Сімі-Валлі | Клімат : Сімі-Валлі | Клімат : Сімі-Валлі | Клімат : Сімі-Валлі | Клімат : Сімі-Валлі | Клімат : Сімі-Валлі | Клімат : Сімі-Валлі | Клімат : Сімі-Валлі | Клімат : Сімі-Валлі | Клімат : Сімі-Валлі | Клімат : Сімі-Валлі | Клімат : Сімі-Валлі | Клімат : Сімі-Валлі |
| Показник                      | Січ.                | Лют.                | Бер.                | Квіт.               | Трав.               | Черв.               | Лип.                | Серп.               | Вер.                | Жовт.               | Лист.               | Груд.               | Рік                 |
| Абсолютний максимум, °C       | 33,9                | 34,4                | 38,3                | 40,6                | 45,0                | 45,0                | 46,1                | 46,7                | 46,1                | 43,3                | 37,2                | 35,6                | 46,7                |
| Середній максимум, °C         | 20,6                | 21,1                | 22,8                | 25,6                | 28,3                | 31,1                | 35,0                | 36,1                | 33,9                | 28,9                | 23,9                | 20,0                | 27,3                |
| Середній мінімум, °C          | 3,9                 | 5,0                 | 5,6                 | 7,2                 | 9,4                 | 11,7                | 13,9                | 13,9                | 12,8                | 9,4                 | 6,1                 | 3,3                 | 8,5                 |
| Абсолютний мінімум, °C        | −7,2                | −7,8                | −3,3                | −1,1                | 0,6                 | 2,2                 | 5,6                 | 5,6                 | 3,3                 | −2,8                | −5                  | −6,7                | −7,8                |
| Норма опадів, мм              | 92                  | 122                 | 73                  | 26                  | 8                   | 2                   | 1                   | 1                   | 4                   | 24                  | 34                  | 70                  | 457                 |
| ----------------------------- | ------------------- | ------------------- | ------------------- | ------------------- | ------------------- | ------------------- | ------------------- | ------------------- | ------------------- | ------------------- | ------------------- | ------------------- | ------------------- |
| Джерело: The Weather Channel. |                     |                     |                     |                     |                     |                     |                     |                     |                     |                     |                     |                     |                     |

## Демографія
Згідно з переписом 2010 року, у місті мешкало 124 237 осіб у 41 237 домогосподарствах у складі 31 697 родин. Густота населення становила 1135 осіб/км².  Було 42506 помешкань (388/км²).
Расовий склад населення:
| - 75,3 % — білих - 9,3 % — азіатів - 1,4 % — чорних або афроамериканців - 0,6 % — корінних американців - 0,1 % — вихідців з тихоокеанських островів - 8,6 % — осіб інших рас |

До двох чи більше рас належало 4,6 %. Частка іспаномовних становила 23,3 % від усіх жителів.
За віковим діапазоном населення розподілялося таким чином: 25,0 % — особи молодші 18 років, 64,4 % — особи у віці 18—64 років, 10,6 % — особи у віці 65 років та старші. Медіана віку мешканця становила 37,8 року. На 100 осіб жіночої статі у місті припадало 96,6 чоловіків;  на 100 жінок у віці від 18 років та старших — 94,4 чоловіків також старших 18 років.
Середній дохід на одне домашнє господарство  становив 109 206 доларів США (медіана — 90 210), а середній дохід на одну сім'ю — 119 388 доларів (медіана — 98 510). Медіана доходів становила 68 278 доларів для чоловіків та 51 671 долар для жінок. За межею бідності перебувало 6,1 % осіб, у тому числі 6,9 % дітей у віці до 18 років та 6,2 % осіб у віці 65 років та старших.
Цивільне працевлаштоване населення становило 64 366 осіб. Основні галузі зайнятості: освіта, охорона здоров'я та соціальна допомога — 17,2 %, фінанси, страхування та нерухомість — 12,5 %, роздрібна торгівля — 12,3 %.